# Michel Riccio
Michel Riccio (en italien Michele Riccio, en latin Michael Ritius ou Michael Riccius, nommé parfois en français Michel de Ris ou de Rys), dit « l'avocat de Naples », né à Naples en 1445, mort en 1515,, est un jurisconsulte italien passé au service des rois de France après la conquête du royaume de Naples par Charles VIII en 1495.

## Éléments biographiques
Avocat du patrimoine royal à Naples sous le règne de Ferdinand Ier, il vint en France à la suite de Charles VIII et fut nommé conseiller au Grand Conseil. En 1498, Louis XII le nomma premier sénateur de Milan ; il était avec le cardinal d'Amboise lorsqu'il entra à Milan en octobre 1499, et le ministre le chargea de répondre à une harangue des Milanais. 
Le 10 juillet 1501, Louis XII, par le préambule de l'édit de Lyon, établit une cour souveraine en la ville d'Aix, pour les comtés de Provence, de Forcalquier et les terres adjacentes. La cour empruntait aux traditions judiciaires de la Provence angevine, elles-mêmes sous l'influence des usages du royaume de Naples : c'est peut-être pour cette raison que le premier (en titre) des Premiers Présidents du Parlement de Provence fut un Napolitain. Mais Michel Riccio ne siégea jamais, car les trois ordres de la province protestèrent contre cette innovation. Riccio fut remplacé avant l'installation définitive du Parlement, le 21 octobre 1502.
Il séjourna à Rome en 1505, en mission auprès du pape Jules II, et selon François Guichardin fut envoyé en 1506 à Gênes par Louis XII pour offrir une amnistie aux habitants révoltés, mission qui échoua. Il fut conseiller au Parlement de Paris et/ou à celui de Dijon à des dates incertaines.
Les cendres de l'historien sont conservées dans la tombe de la famille Riccio / Rizzo / Ritius dans la basilique de San Domenico Maggiore, Naples. Le monument funéraire contient même de nos jours une épigraphe.

## Œuvre littéraire
Il a écrit une Historia profectionis Caroli VIII (Histoire de l'expédition de Charles VIII), dont le manuscrit original (Paris. lat. 6200) est daté de juillet 1496 : c'est un compte-rendu de la première guerre d'Italie par un Napolitain très francophile. En 1505, il prononça devant le pape Jules II une Defensoria oratio pro Ludovico XII, qui fut éditée l'année suivante par l'imprimeur parisien Josse Bade (dans le même volume que le discours de Claude de Seyssel devant le roi Henri VII d'Angleterre). Il a d'autre part publié un ensemble de textes historiographiques sur les dynasties royales européennes qui ont régné sur le royaume de Naples : De regibus Francorum libri III, De regibus Hispaniæ libri III, De regibus Hierosolymorum liber I, De regibus Neapolis et Siciliæ libri IV, De regibus Ungariæ libri II. L'ensemble de ces textes ont été édités à Bâle par Johann Froben en 1517, puis en 1534 ; le De regibus Francorum (qui va de Pharamond à Louis XII) avait été publié à Rome en 1505 et dédié à Guy de Rochefort, chancelier de France, puis réédité à Paris en 1507 ; le De regibus Neapolis et Siciliæ eorumque origine et successione avait été publié à Milan en 1506. 
La Croix du Maine signale qu'il composa à Blois en 1505, et fit imprimer à Paris la même année, un Traité du devoir des gens de guerre et de leurs privilèges.

## Homonymie
Il ne doit pas être confondu avec un auteur nommé Michel du Rit, en latin également « Michael Ritius », avocat au présidial d'Orléans, auteur d'un texte latin intitulé Optimus Gallus, sive De fide Gallica, commençant par une épître adressée à François de Balzac, sieur d'Entraigues ou Antrague (1541-1613) (Paris, 1589 ; traduction française la même année : La vie d'Antrague le bon François, ou la foi des Gaulois). Cet auteur était un partisan de la Ligue écrivant au lendemain de l'assassinat du duc de Guise. 